# Закуски в славянской кулинарии
Закуски — важная часть русской культуры питания. Термин используется во многих славяноязычных странах для холодных закусок.

## История
Вероятно, термин «закуски» появился в результате слияния славянской, скандинавской и восточной культур в таких регионах средневековой Руси, как Новгородская республика.

## Способы подачи
Русская подача закусок предполагает предварительный вынос холодных блюд. Горячие закуски выносятся после того, как гости приступили к трапезе. Закуски при русском способе подачи размещаются на том же столе, где и основные блюда, в отличие от английского способа (блюда размещаются на приставном столике), французского способа (подача «в обнос»), европейского способа (индивидуальная подача одинаковых порций на отдельных тарелках) или подачи закусок способом буфет, когда закуски, салаты, главное блюдо и десерт подаются одновременно на разных слотах или буфетных стойках. Закуски также могут быть отдельным перекусом и необязательно подаются перед основным блюдом. Закуски хранились в домах русского дворянства для угощения случайных гостей, которые путешествовали на большие расстояния, и время их прибытия часто было непредсказуемым. На банкетах и вечеринках закуски часто подавались в отдельной комнате, примыкающей к столовой, или на отдельном столе в столовой. Традиция со временем распространилась на другие слои общества и сохранилась в советское время, но из-за нехватки места закуски подавали на обеденный стол. Таким образом, закуски стали первым блюдом праздничного обеда.
В настоящее время закуски обычно подаются на банкетах, обедах, вечеринках и торжественных приёмах в странах, которые ранее входили в состав Российской империи, включая некоторые постсоветские государства и Польшу. Широкий выбор закусок составляет стандартное первое блюдо на любом праздничном столе.
Типичные закуски состоят из мясного ассорти, вяленой рыбы, смешанных салатов, холодца, пирожков, различных маринованных овощей, таких, как помидоры, свёкла, огурцы, квашеная капуста, грибы; варёных яиц, твёрдых сыров, икры, канапе, бутербродов и т. д.